# Web 2.0
Web 2.0 je trend u World Wide Web tehnologiji baziran na socijalizacijskoj noti koja korisnicima omogućava sudjelovanje u kreiranju sadržaja weba. Termin upućuje na novu verziju, drugu generaciju Weba i hostiranih usluga koja umjesto silosa serviranih podataka (jednosmjeran protok informacija) podrazumjeva interaktivnu dvosmjernu komunikaciju između korisnika i računala te korisnika i drugih korisnika čime korisnik od pasivnog postaje aktivni sudionik. 

## Definicija
Definicija Web-a 2.0: „Filozofija uzajamnog povećanja kolektivne inteligencije i dodane vrijednosti za svakog sudionika dinamičkim stvaranjem i dijeljenjem informacija.“ 
Web 2.0 lekcija: „Posložiti stvari tako da samousluga kupca i algoritamsko upravljanje podacima dosegnu cijeli web, sve do rubova, a ne samo do centra, do dugačkog repa, a ne samo do glave.“ 
Sam pojam postaje značajan nakon prve Web 2.0 Konferencije O'Reilly Media 2004. godine. Dopredsjednik tvrtke Tim O'Reilly termin definira kao:
„Web 2.0 je poslovna revolucija u kompjutorskoj industriji uzrokovana tretiranjem mreže kao platforme i nastojanje da se shvate pravila uspjeha na toj novoj platformi.“

## Karakteristike
Osnovne karakteristike Web 2.0 su otvorenost, sloboda i kolektivna inteligencija. Korisnici mogu koristiti aplikacije u potpunosti kroz web preglednik – dakle web se definira kao platforma te imaju kontrolu nad podacima na nekoj stranici. Zatim, sama arhitektura Web-a 2.0 potiče korisnike da tijekom korištenja daju svoj prilog nekom Web sadržaju ili aplikaciji. Nadalje su tu neki aspekti društvenog umrežavanja (društveni softveri unutar društvenog networking-a) te kvalitetnije grafičko uređenje nego na Web 1.0. 

### Razine aplikacija
O'Reilly također provodi hijerarhijsku podjelu aplikacija Web-a 2.0 na četiri razine te navodi primjere za svaku. 
- Aplikacije 3. razine su one koje postoje samo na Internetu i imaju svrhu proporcionalno kako se ljudi služe njima. Za tu razinu O'Reilly daje primjere poput eBay, Craigslist, Wikipedija, del.icio.us, Skype, dodgeball i AdSense.
- Aplikacije 2. razine mogu funkcionirati offline ali korist postižu online – kao primjer se navodi Flickr.
- Aplikacije 1. razine funkcioniraju offline ali značajku postižu online poput Writely (sada Google Docs& Spreadsheets) i iTunes (zbog njegovog dijela s glazbenom trgovinom).
- Aplikacije 0. razine jednako funkcioniraju i offline i online. O'Reillyjevi primjeri su MapQuest, Yahoo! Local i Google Maps.

Aplikacije koje nisu bazirane na Web-u poput e-maila, instant-messaging klijenata i telefona nisu obuhvaćene u hijerarhiji.

### Sastavni dijelovi
Sastavni dijelovi Web 2.0:
Društveni networking je postao sinonim za Web 2.0. On označava aktivno sudjelovanje u virtualnim zajednicama tj. skupina korisnika zajedničkih interesa okupljena oko nekog internetskog servisa (blogovi, forumi, itd.). Najpopularniji socijalizacijski webovi (društveni softveri) su Facebook i MySpace.
Blog je termin koji se odnosi na osobni dnevnik pisan na webu s obrnuto-kronološki poredanim sadržajem. Na termin blog se nadovezuju blogosfera – zajednica internetskih korisnika koji sudjeluju u stvaranju blogova, bloger – autor bloga te bloganje – učestalo pisanje bloga te komentiranje tuđih. Unutar blogova postoje mobilni blogovi prilagođeni pisanju i čitanju putem mobitela, ručnih računala i slično te Podcast ili audioblogovi pohranjeni kao zvukovna datoteka.
Bitno mjesto u društvenoj interakciji zauzimaju i forumi (javno diskutiranje o određenim temama putem Interneta) te iinstant messaging ili chat (karakteristika – razmjena poruka u realnom vremenu).
Folksonomija ili kolaborativno tagiranje je kolaboracijsko kategoriziranje sadržaja korištenjem tagova (ključnih riječi u opisivanju bloga, profila, web stranica itd.). Najpoznatiji na taj način kategoriziran web zamišljen da bude opća enciklopedija je Wikipedija.
Flickr.com je kombinacija internetskog servisa za objavu digitalnih fotografija i socijalizacijskog weba.
YouTube je sličan servis za objavljivanje, pregledavanje i razmjenu te komentiranje videozapisa.

## Potencijal
Web 2.0 sadrži i značajan ekonomski potencijal. S jedne strane je socijalizacijski element koji korisnicima omogućava socijalizaciju putem Interneta, dok je s druge strane financijski koji ponuđačima servisa te pruža prostor za plasiranje propagande tj. zaradu. Financijsku stranu iskorištavaju i sami korisnici koji kroz njega proučavaju navike potrošača te marketing prilagođavaju pojedincu. Upravo takav zajednički interes temelj je uspjeha koncepcije Weba 2.0.